# 薩列比索斯諾維茨
薩列比索斯諾維茨（波蘭語：Zagłębie Sosnowiec，直译：「索斯諾維茨煤田」，波蘭語發音：[zaˈɡwɛmbjɛ sɔsˈnɔvjɛts]）是一家位於波蘭索斯諾維茨的職業足球會，成立於1906年，曾經四次獲得波蘭盃冠軍（1962年、1963年、1977年、1978年），也四次獲得波蘭甲組足球聯賽亞軍（1955年、1964年、1967年、1972年）。除了足球，薩列比索斯諾維茨還組織其他體育項目，例如冰球（KH Zagłębie Sosnowiec；五次波蘭冠軍：1980年、1981年、1982年、1983年、1985年）和男子籃球（兩次波蘭冠軍：1985年、1986年）。

## 球隊榮譽
- 波蘭盃：

 冠軍 (4)：1962年、1963年、1977年、1978年
 亞軍 (1)：1971年
- 波蘭甲組足球聯賽：

 亞軍 (4)：1955年、1964年、1967年、1972年

## 歐洲賽成績
| 賽季    | 賽事           | 階段   | 對賽球會     | 首回合 | 次回合 | 總比數 |  |
| ------- | -------------- | ------ | ------------ | ------ | ------ | ------ |  |
| 1962–63 | 歐洲盃賽冠軍盃 | 第一圈 | 烏比斯迪     | 0–5    | 0–0    | 0–5    |  |
| 1963–64 | 歐洲盃賽冠軍盃 | 第一圈 | 奧林比亞高斯 | 1–0    | 0–2    | 1–2    |  |
| 1971–72 | 歐洲盃賽冠軍盃 | 第一圈 | 阿維達貝治   | 3–4    | 1–1    | 4–5    |  |
| 1972–73 | 歐洲足協盃     | 第一圈 | 塞圖巴爾     | 1–6    | 1–0    | 2–6    |  |
| 1977–78 | 歐洲盃賽冠軍盃 | 第一圈 | PAOK沙朗歷基 | 0–2    | 0–2    | 0–4    |  |
| 1977–78 | 歐洲盃賽冠軍盃 | 第一圈 | 獲加         | 2–3    | 1–1    | 3–4    |  |

## 外部鏈接
- 官方网站